# Acacia beauverdiana
Espèce
Classification phylogénétique
Répartition géographique
Acacia beauverdiana est une espèce de plantes à fleurs du genre Acacia et de la famille des Fabaceae. C'est un arbre de 1 à 8 mètres de haut avec de nombreuses tiges qui pousse en Australie-Occidentale.